# ماکس اوربینی
ماکس اوربینی (انگلیسی: Max Urbini; ۱۷ ژوئیهٔ ۱۹۲۴ – ۱۳ فوریهٔ ۲۰۰۴) بازیکن فوتبال، روزنامه‌نگار، و نویسنده اهل فرانسه بود.